# 地球两万天
《地球两万天》（英語：20,000 Days on Earth）是一部2014年英国纪录片，由伊恩·福赛斯和简·波拉德共同编剧和导演，尼克·凱夫同样参与编剧。影片2014年1月20日于2014年圣丹斯电影节世界纪录电影大赛竞赛单元首映，赢得电影节两项大奖。
圣丹斯首映后，Drafthouse Film获得电影发行权，电影于2014年9月17日在美国上映。

## 概述
影片纪录了澳大利亚音乐家、词曲作家、作家、编剧、作曲家和演员尼克·凱夫录制其2013年专辑《冲天而去》前后的虚构24小时生活。

## 发行
该片2014年2月于第64届柏林国际电影节“全景纪录片”单元首映，并亮相2014年真假电影节。该片还是2014年悉尼电影节2014年6月4日开幕当晚的电影。
影片2014年9月19日于英国上映。

## 评价
影片在2014年圣丹斯电影节的首映中获得普遍好评。影评聚合网站烂番茄基于38条评论，给予本片97%“新鲜度”的积极评价，平均得分7.4分（满分10分）。Metacritic从收集到的100篇影评中，基于15条影评给予本片“84”的平均得分，表示“普遍好评”。

## 奖项
| 年份 | 大奖                 | 奖项                      | 对象                   | 结果 |
| ---- | -------------------- | ------------------------- | ---------------------- | ---- |
| 2014 | 2014年圣丹斯电影节   | 世界电影评委会大奖-导演奖 | 伊恩·福赛斯和简·波拉德 | 提名 |
| 2014 | 2014年圣丹斯电影节   | 世界电影评委会大奖-剪辑奖 | 乔安娜·阿莫斯          | 獲獎 |
| 2014 | 2014年圣丹斯电影节   | 世界电影评委会大奖-纪录片 | 伊恩·福赛斯和简·波拉德 | 獲獎 |
| 2014 | 第68届英国电影学院奖 | 最佳纪录片                | 伊恩·福赛斯和简·波拉德 | 提名 |